# Egbertsgaasten
Egbertsgaasten (Fries: Eibertsgeasten) is een buurtschap in de gemeente Smallingerland, in de Nederlandse provincie Friesland. Egbertsgaasten ligt tussen Drachten en Oudega aan de weg Eibertsgeasten, ten noorden van de Smalle Eesterzanding en het Gaasterdiep.
De oudste vermelding is voor zover bekend in 1664 wanneer de plaats als Egberts Gaesten werd vermeld. In het begin van de 18e eeuw werd de plaats vermeld als Egberts Gaatsen en een eeuw later komt ook de benaming De Gaasten naast Egbertsgaasten voor.
In 1989 en 1990 zijn er door het Fries Museum opgravingen gedaan in de buurtschap waarbij een kampplaats uit de steentijd werd blootgelegd.
Steden, dorpen en gehuchten: Boornbergum · De Tike · De Veenhoop · De Wilgen · Drachten · Drachtstercompagnie · Goëngahuizen · Houtigehage · Kortehemmen · Nijega · Opeinde · Oudega · Rottevalle · Smalle Ee

Buurtschappen: Buitenstverlaat · De Gaasten · De Kooi · Egbertsgaasten · Hooidammen · Luchtenveld · Middelburen · Noorderend · Opperburen · Siteburen · Uiteinde · Wierren · Zandburen · Zuidereind 

Friesland: Steden en dorpen      Nederland: Provincies · Gemeenten